# Suvremena katolička enciklopedija
Suvremena katolička enciklopedija (The Modern Catholic Encyclopedia) američka je enciklopedija koja daje jezgroviti i suvremeni pogled na vjerovanje, djelovanje i povijest Katoličke Crkve.

## Povijest
Enciklopediju su uredili američki publicist Michael Glazier i teologinja Monika K. Hellwig. Objavila ju je nakladnička kuća Liturgical Press 1994. godine. Hrvatsko izdanje objavila je nakladnička kuća Laus u Splitu 1998. godine. Glavni urednik hrvatskoga izdanja je Mato Zovkić, a autori hrvatskih priloga su: Josip Antolović, Juraj Batelja, Janko Belošević, Nenad Cambi, Bonaventura Duda, Ivan Golub, Božo Goluža, Nikola Hohnjec, Hrvatin Gabrijel Jurišić, Vicko Kapitanović, Marko Karamatić, Juraj Kolarić, Slavko Kovačić, Jozo Milanović, Marko Pranjić, Franjo Šanjek, Drago Šimundža, Marin Škarica, Bernardin Škunca, Andrija Šuljak i Tomislav Zdenko Tenšek.

## Sadržaj
Suvremena katolička enciklopedija sadrži više od 1450 pojmova i 200 ilustracija u boji, te kazalo. Hrvatsko izdanje dopunjeno je natuknicama o ličnostima i redovničkim družbama značajnim za katoličanstvo u Hrvata, te je usklađeno s novijim hrvatskim teološkim nazivljem. Navodi iz Starog zavjeta preuzeti su iz Zagrebačke Biblije, a iz Novog zavjeta iz prijevoda Bonaventure Dude i Jerka Fućaka. Navodi saborskih dokumenata preuzeti su iz službenog izdanja hrvatskog prijevoda. Značajno je poglavlje koje opširno opisuje prikaze Isusova života u umjetnosti od 10. stoljeća do suvremenosti, te poglavlje o znakovima prisutnosti evanđelja u hrvatskom narodu.

## Vanjske poveznice
Mrežna mjesta
- Mato Zovkić, Predgovor hrvatskom izdanju, predgovor i kazalo, ri-exlibris.hr
- Mato Zovkić, Drago Šimundža, Michael Glazier i Monika K. Hellwig (priredili), "Suvremena katolička enciklopedija", prikaz knjige, Bogoslovska smotra, 1/199., Hrčak